# 我與機器子
《我與機器子》是宮崎周平創作的搞笑題材日本漫畫。自《週刊少年Jump》2020年31號起，開始連載。於2022年5月宣布將改編為電視動畫，於同年12月5日播出。改編電影版於2025年4月18日上映。
作品中出現大量其他《週刊少年Jump》連載作品（如《ONE PIECE》、《HUNTER×HUNTER》、《灌籃高手》、《咒術迴戰》等）的致敬場面。

## 故事大綱
在遙遠的未來，家家戶戶都有一臺美少女女僕機器人「客製女僕」（OrderMaid，OM）。小學5年級的男孩平凡人因羨慕同班同學的客製女僕，拜託媽媽也買一具，送來的卻是奇怪的女僕機器人機器子。機器子身材壯碩，料理技術極爛，能夠從眼睛發射光線，還最喜歡看《週刊少年Jump》。這是怪異的機器女僕與小學生主人之間的搞笑喜劇故事。

## 登場人物

### 主要角色
機器子（聲：松尾駿）
本作主角之一，平家的客製女僕。與其他的客製女僕不同，不但擁有異常壯碩的身材、強烈的情感表現、不擅長家事與料理，還會因為吃太多東西而發胖。
對於自己粗壯的膝蓋引以為傲。能夠從眼睛發射激光，也能從手臂發射光炮，擁有能輕易撂倒戰鬥型機器人的實力。過去曾有被稱呼為「兵器」的時期，本人則對這個綽號感到羞恥。
受到平凡人的喜好影響，變得非常喜歡看《週刊少年Jump》（尤其是《咒術迴戰》）。喜歡的男生類型是五條悟。
蚊子膝蓋機器子（聲：水瀨祈）
機器子因在戰鬥中消耗太多能量而事後變瘦的型態，外型成為美少女，膝蓋也變得貧弱，但內在還是原來的那個機器子。
因全能力值大幅下降而難以進行戰鬥。不過由於出力下降了，反而變得擅長做家事。
平凡人（聲：津田美波）
本作主角之一，機器子的主人，小學5年級男孩，戴眼鏡。
性格善良，成績很差。喜歡看《週刊少年Jump》，房間裡擺滿了好幾櫃漫畫。主要負責吐槽。

### 平凡人的同學與朋友們
我知大猩猩（聲：置鮎龍太郎）
平凡人的友人之一，小學5年級男孩。長相酷似大猩猩，綽號「真猩」（ガチゴリラ），口癖為「嗚吼」。
時常露出壞人般的邪惡笑容，但實際上是個大好人。非常替周遭的人著想，甚至到了成就他人不求回報的程度。
討厭暴力。願望是世界和平。家裡是動物醫院，是五兄妹中的長男。
於最新劇情中揭示本人在不同平行世界中各自遭遇到自己將死的「正史事件（カノン·イベント）」並只剩下本作時空的他尚未遭遇該事件，因此被另一派不同平行世界的機器子們以維持世界平衡為由追殺，但本人早已在先前發生「正史事件」並死去一次，所以無法被殺死。
金尾持男（聲：武內駿輔）
平凡人的友人之一，小學5年級男孩。名字諧音「有錢人」（金を持つ男）。
時常露出壞人般的邪惡笑容，但實際上是個好人。非常重視與平凡人、真猩之間的友誼。
實際是世界級財閥的大少爺且是個天才少年。在父親的菁英教育下每日的行程表相當緊湊，為了空出時間與朋友遊玩一直都很努力，並且私底下一直保存維護著家中被淘汰的舊型客製女僕。
於最新劇情中目睹不同平行世界的機器子們為阻止我知大猩猩遭遇死亡的戰鬥，另不同平行世界的他也齊聚一堂正找出能迴避「正史事件」的辦法，後來已經找到。
円（聲：M·A·O）
平凡人的友人之一，小學5年級女孩。才色兼備的美少女，如同班級偶像一般的存在。
不管做什麼事情都很快上手的天才，但只要進入狀態就會露出顏藝。私底下的喜好是圖版遊戲，但因為會顏藝、破壞平時形象故被母親禁止遊玩。
平凡人偷偷暗戀的對象。與機器子關係很好。
我知瑠璃（聲：角倉英里子）
小學4年級女孩，我知猩猩的妹妹，也是五兄妹中的長女。總是戴著貝雷帽，以漫畫家為志向。
原先對自己的漫畫沒有自信，受到機器子的鼓勵後投稿集英社並獲得手塚獎佳作的獎項。崇拜的漫畫家是尾田榮一郎。
暗戀平凡人，但只被對方當作朋友的妹妹來對待。
浦原茜
平凡人的同班同學之一，小學5年級女孩。戴著鴨舌帽，打扮男孩子氣。名字和形象參考自永遠是深夜有多好的主唱「ACA」。
被真猩溫柔的內在吸引，暗戀著他，但真猩和朋友平凡人的感情實在太好讓她難以介入，將平凡人視為戀愛上的勁敵。
興趣是研究神秘學，還多少能使用一點黑魔法，曾讓意外死去的真猩重新復活。
藻手杉瞬
平凡人的友人之一，小學5年級的美少年。名字諧音「太受歡迎」。性格溫厚。
天才兒童演員，頭腦聰明且擅長體育，受到班上女生的歡迎。但因總是受到周圍的特別對待，反而羨慕平凡人那樣的普通小孩。之後如願以償與平凡人等人成為朋友。但卻拿捏不好與朋友之間的距離，對平凡人日夜思戀甚至達到同性戀的程度。在三船千鶴轉學過來之後受他幫助拉近了與平凡人的距離，結果也同樣喜歡上了千鶴。
三船千鶴（聲：種崎敦美）
平凡人的友人之一，小學5年級男孩。超能力者，可以讀取他人的心思，名字諧音同為超能力者的「御船千鶴子」。
由於長相兇惡且能夠讀取他人的心思，聽得到其他人心裡對自己的不滿，一直以來都不怎麼想交朋友。在轉學過來後認識了平凡人、真猩、持男等人，被他們善良的內在感動，逐漸卸下心防並成為朋友。之後還透過讀心幫助不擅長與朋友交流的藻手杉與平凡人拉近關係，結果也一起被藻手杉喜歡上了。

### 家人與機器人
女僕子（聲：平塚紗依）
金尾持男的最新型客製女僕，與其他客製女僕同樣擁有美少女的外型，笑容可愛也擅長料理，但也擁有機器人不知變通的缺點。
並不像機器子那般情感豐富，即使目擊小學生們的慘狀也依舊冷靜。實際上很羨慕能讓主人開懷大笑的機器子，曾為了讓持男打起精神而模仿機器子的搞笑舉動。
媽媽（聲：三石琴乃）
平凡人的媽媽，本名不詳。無論何時何地都舉著一把鋒利菜刀的平凡母親，有時會改拿武士刀或《HUNTER×HUNTER》的武器。
性格天然，常講下流梗。將機器子視為自己的女兒般愛護。擁有能輕易撂倒戰鬥型機器人的劍術實力。
紐太（聲：後藤惠里菜）
在路邊被機器子撿回家、得到媽媽的應允後成為平家一份子的不明生物。既像是猫又像是獅子，以二足步行，會發出「喵」的叫聲。認真起來時可以改變畫風、轉變成一頭真正的雄獅。
擁有等同人類的高度智慧，甚至會講人話，但平時只被機器子當成一隻普通的寵物。相當能幹，總是幫忘記做家事的機器子擦屁股、替她收拾乾淨，但機器子本人卻不會發現這點。
米莉（聲：名塚佳織）
女性型戰鬥用機器人，紅色短髮，性格耿直，會把別人開的玩笑照單全收。隸屬於目標將人類殲滅以創造機器人理想國度的組織「EDEN」，曾經是機器子的後輩。
從以前就一直仰慕著武力高強的前輩機器子，看到如今成為客製女僕的她不禁感到失望，甚至對她破口大罵。但因為個性認真容易糊弄，很快就被機器子給帶歪，開始學習起女僕的行為舉止。即使努力鑽研成為了優秀的女僕，仍認為自己的可愛程度比不上機器子。
鳥島喵喵（聲：佐藤聰美）
客製女僕偶像，機器子擔任偶像時期的朋友。遇到困難時會找感覺很可靠的機器子商量。

### 其他
芹澤岳（聲：前田剛）
自然文學作家，由於非常喜歡山故總是待在山上。戴眼鏡且蓄鬍，看上去像是個大叔，年齡20歲。很自然地被小學生們稱呼為「叔叔」。
在登山時受到惡熊襲擊，被機器子一行人所救，之後便與平凡人一家成為朋友。有時會將自己種的農產品送去給平家，另經營一間自家開設的露營場地。
莫克斯博士（聲：矢部雅史）
白髮禿頭的瘋狂科學家，聽說了機器子兵器時代的傳聞，總是帶著自己的戰鬥機器人前來挑戰機器子，但每次都會被機器子迅速秒殺。
手下的機器人是名為蟹男（カニオ，聲：稻田徹）的螃蟹型機器人。
第2年
《週刊少年Jump》編輯部的一名編輯，雖然名字叫第2年，但今年其實已經是他在集英社的第4個年頭了。是機器子與我知瑠璃的漫畫編輯。
對機器子拿來毛遂自薦的漫畫作品大為讚賞，評價其作品「足以撼動漫畫史」，但由於那是機器子抄襲《我的英雄學院》和《不死不運》所畫出來的作品，導致向編輯部投稿該作品的他被以抄襲罪名送去集英社的地下設施處以強制勞動之刑。其後自行逃獄，但每次登場時依舊穿著犯人服。
劍道小林老師（聲：小林劍道）
平凡人班上的級任導師，名字、長相與言行酷似搞笑藝人小林劍道。常常在想色色的事。
原為富士電視網綜藝節目《99人之壁》當中，獲勝的藝人能夠得到在漫畫《我與機器子》中出場的權利。該集節目於2021年7月10日播出，角色於同月19日發表的《我與機器子》50話中登場。其後從龍套角色升格為固定配角。

## 出版書籍
| 卷數 | 集英社 | 集英社        | 集英社                 | 東立出版社   | 東立出版社     | 東立出版社             | 封面致敬作品        |
| 卷數 | 副標題 | 發售日期      | ISBN                   | 副標題       | 發售日期       | ISBN                   | 封面致敬作品        |
| ---- | ------ | ------------- | ---------------------- | ------------ | -------------- | ---------------------- | ------------------- |
| 1    |        | 2020年11月4日 | ISBN 978-4-08-882509-0 | 凡人與機器子 | 2022年7月4日   | ISBN 978-957-26-6588-6 | 《哆啦A夢》         |
| 2    |        | 2021年2月4日  | ISBN 978-4-08-882548-9 | 持男與女僕子 | 2023年1月6日   | ISBN 978-957-26-6589-3 | 《ONE PIECE》       |
| 3    |        | 2021年4月2日  | ISBN 978-4-08-882595-3 | 褲子與凡人   | 2023年9月21日  | ISBN 978-626-347-980-7 | 《約定的夢幻島》    |
| 4    |        | 2021年7月2日  | ISBN 978-4-08-882708-7 | 偶像與機器子 | 2023年12月28日 | ISBN 978-626-360-951-8 | 《咒術迴戰》        |
| 5    |        | 2021年10月4日 | ISBN 978-4-08-882760-5 | 兩人與機器子 | 2024年4月22日  | ISBN 978-626-02-0183-8 | 《我的英雄學院》    |
| 6    |        | 2022年1月4日  | ISBN 978-4-08-882845-9 | 合併號與凡人 | 2025年8月1日   | ISBN 978-626-02-2442-4 | 《鬼滅之刃》        |
| 7    |        | 2022年3月4日  | ISBN 978-4-08-883037-7 |              |                |                        | 《排球少年！！》    |
| 8    |        | 2022年6月3日  | ISBN 978-4-08-883098-8 |              |                |                        | 《【我推的孩子】》  |
| 9    |        | 2022年8月4日  | ISBN 978-4-08-883196-1 |              |                |                        | 《死亡筆記本》      |
| 10   |        | 2022年10月4日 | ISBN 978-4-08-883290-6 |              |                |                        | 《鏈鋸人》          |
| 11   |        | 2022年12月2日 | ISBN 978-4-08-883337-8 |              |                |                        | 《HUNTER×HUNTER》   |
| 12   |        | 2023年3月3日  | ISBN 978-4-08-883432-0 |              |                |                        | 《火影忍者》        |
| 13   |        | 2023年6月2日  | ISBN 978-4-08-883554-9 |              |                |                        | 《境界觸發者》      |
| 14   |        | 2023年8月4日  | ISBN 978-4-08-883590-7 |              |                |                        | 《坂本日常》        |
| 15   |        | 2023年11月2日 | ISBN 978-4-08-883689-8 |              |                |                        | 《Dr.STONE 新石紀》 |
| 16   |        | 2024年1月4日  | ISBN 978-4-08-883796-3 |              |                |                        | 《青春之箱》        |
| 17   |        | 2024年4月4日  | ISBN 978-4-08-883879-3 |              |                |                        | 《幽遊白書》        |
| 18   |        | 2024年7月4日  | ISBN 978-4-08-884127-4 |              |                |                        | 《爆漫王》          |
| 19   |        | 2024年9月4日  | ISBN 978-4-08-884166-3 |              |                |                        | 《出包王女》        |
| 20   |        | 2025年1月4日  | ISBN 978-4-08-884286-8 |              |                |                        | 《美食獵人TORIKO》  |
| 21   |        | 2025年4月4日  | ISBN 978-4-08-884391-9 |              |                |                        | 《名偵探柯南》      |
| 22   |        | 2025年5月2日  | ISBN 978-4-08-884515-9 |              |                |                        | 《不死不運》        |
| 23   |        | 2025年8月4日  | ISBN 978-4-08-884612-5 |              |                |                        | 《網球王子》        |

## 宣傳
2021年2月，作為單行本第2卷宣傳的一環，官方製作了《咒術迴戰》改編動畫第1季片尾動畫〈LOST IN PARADISE feat. AKLO〉的致敬動畫。

## 迴響
本作獲得下一部人氣漫畫大賞2021的第13位。2022年3月，官方宣布本作發行量大約達到50萬冊。動畫開播後，官方於2023年2月宣布單行本發行量突破100萬冊。2023年8月，單行本發行量突破120萬冊。2024年12月，單行本發行量突破150萬冊。

## 電視動畫
本作於2022年5月宣布將改編為電視動畫，並於9月26日進一步公開播放日程與動畫製作公司，由GALLOP改編的電視動畫最終於同年12月5日播出。

### 製作人員
- 原作：宮崎周平[31]
- 導演：大地丙太郎[31]
- 導演輔助：佐藤道拓[31]
- 系列構成：大場小百合（日语：大場小ゆり）[31]
- 人物設計：荏原裕子[31]
- 道具設計、總作畫監督：[31]
- 美術監督：湖山真奈美[31]
- 色彩設計：箕輪綾美[31]
- 攝影負責：谷本玲奈[31]
- 編輯：楫野允史[31]
- 音響監督：田中一也（日语：たなかかずや）[31]
- 音樂：安部純（日语：安部純）、武藤星兒（日语：武藤星児）
- 製作人：西村修、砂子達也
- 動畫製作人：諸岡光步
- 動畫製作：GALLOP[31]
- 製作：我與機器子製作委員會[31]

### 主題曲
「lol」
主唱：GANG PARADE

### 片尾曲
（第1話）
作詞、作曲：安部純；編曲：武藤星兒；主唱：安部美奈子
「疎外感」（第3話）
作詞、作曲：安部純；編曲：武藤星兒；主唱：大地丙太郎、安部美奈子
（第8話）
作詞、作曲：安部純；編曲：武藤星兒；主唱：安部美奈子
（第9話）
作詞：平機器子；作曲：安部純；編曲：武藤星兒；主唱：安部美奈子
（第21話）
作詞：大地丙太郎；作曲：安部純；編曲：武藤星兒；主唱：安部純

### 插曲
（第24話）
作詞、作曲：平機器子；主唱：松尾駿；伴唱：津田美波、平塚紗依、名塚佳織、佐藤聰美

### 劇集列表
| 集數 | 標題                        | 編劇       | 分鏡       | 演出     | 首播日期       |
| --- | --------------------------- | ---------- | ---------- | -------- | -------------- |
| 1 | 凡人與機器子      | 大場小百合 | 大地丙太郎 | 佐藤道拓 | 2022年12月5日  |
| 在家家戶戶幾乎都擁有女僕機器人的未來世界，小學五年級的男孩平凡人羨慕同學的客製女僕，拜託媽媽也買一具，送來的卻是奇怪的女僕機器人機器子，機器子各種脫離常識的舉動讓平凡人的生活變得混亂不堪。                                                 |                             |            |            |          |                |
| 2 | 女僕子與機器子    | 大場小百合 | 佐藤道拓   | 佐藤道拓 | 2022年12月12日 |
| 凡人的同學我知大猩猩和金尾持男帶著客製女僕女僕子到凡人家玩，兩人都很好奇機器子有何功能。和女僕子相比，機器子一點都不可愛，雖然她的眼睛能射出雷射光，卻也沒什麼用途。                                                                         |                             |            |            |          |                |
| 3 | 那女孩與機器子    | 大場小百合 | 佐藤道拓   | 佐藤道拓 | 2022年12月19日 |
| 凡人的同學小円對機器子很感興趣，便到凡人家裡遊玩。凡人邀請小円玩桌遊，但他完全不是對手，機器子和小円進行了長達五小時的將棋對弈，仍然不分勝負，她們因此成了好友，把凡人冷落在一旁。                                                           |                             |            |            |          |                |
| 4 | 山與機器子        | 大場小百合 | 西田章二   | 佐藤道拓 | 2022年12月26日 |
| 機器子和凡人、大猩猩、持男到深山遊玩，途中被熊攻擊。機器子嘗試用各種方式對付熊，最後用大砲將原本凶暴的熊變得善良。 |                             |            |            |          |                |
| 5 | 機器子？與機器子  | 大場小百合 | 西田章二   | 佐藤道拓 | 2023年1月9日   |
| 凡人一覺醒來，發現機器子變得非常可愛，機器子解釋自己過度使用能量後便會改變型態，功能也不相同。凡人帶她去泳池，本以為可以看到她穿泳裝的可愛模樣，但機器子在那之後變回原形。                                                                   |                             |            |            |          |                |
| 6 | 紐太與機器子      | 大場小百合 | 待公佈     | 待公佈   | 2023年1月16日  |
| 機器子在路邊撿了一隻看似貓的生物回家，並希望能養牠，凡人就此和她爭執。在凡人的媽媽首肯後，機器子將牠命名為紐太，並盡心盡力照顧牠。 |                             |            |            |          |                |
| 7 | 過去與機器子      | 大場小百合 | 大地丙太郎 | 佐藤道拓 | 2023年1月23日  |
| 許多強大的機器人接二連三找到機器子，稱呼她為「兵器」，並要與她一決勝負。雖然機器子極力否認，但也立即以壓倒性的實力將機器人擊潰。凡人表示無論機器子的過去如何，她都是家裡的訂製女僕。                                                         |                             |            |            |          |                |
| 8 | 大猩猩與機器子    | 大場小百合 | 大地丙太郎 | 佐藤道拓 | 2023年1月30日  |
| 大猩猩、持男和凡人約好要看電影，但大猩猩家中經營的獸醫院使用的醫療用訂製女僕因為設定錯誤而變得好戰，大猩猩不得不協助櫃台工作，機器子知情後幫忙他站櫃台，並立即把大猩猩送到電影院，讓三人觀賞電影。儘管電影很難看，他們還是很快樂。           |                             |            |            |          |                |
| 9 | 秘密與機器子      | 大場小百合 | 山本隆太   | 佐藤道拓 | 2023年2月6日   |
| 凡人機器子在商店街大受歡迎，尤其是高富帥小學生團體「B4」中的三位都想追求她，但機器子全部回絕。機器子在披薩店打工，為得是存錢客製一輛腳踏車送凡人當生日禮物，凡人很感謝她，騎車出門後不久就因為超速而被罵。                                   |                             |            |            |          |                |
| 10 | 推特與機器子      | 大場小百合 | 西田章二   | 佐藤道拓 | 2023年2月13日  |
| 凡人因為沒有使用推特而感到自卑，趕緊請機器子教自己使用，機器子為凡人申請推特後，和他一起瀏覽同學們的推特，之後機器子展示了自己的推特帳戶，她希望追蹤人數能更多，便展示出推特帳戶的QR碼，希望觀眾追蹤。                                       |                             |            |            |          |                |
| 11 | 雪與機器子        | 大場小百合 | 須永司     | 佐藤道拓 | 2023年2月20日  |
| 在下雪的日子，凡人和朋友們在空地遊玩，並因此和同樣想在空地玩的睦野家六胞胎起爭執。雙方以打雪仗決勝負，面對六胞胎的猛攻，大猩猩和機器子接連出局，最後持男成功奪旗取勝，所有人也和樂融融一起遊玩。                                             |                             |            |            |          |                |
| 12 | 大胃王與凡人      | 大場小百合 | 須永司     | 佐藤道拓 | 2023年2月27日  |
| 凡人進入了大胃王賽事的決賽，因為他的實力略遜一籌，機器子中途代替上場，儘管她因為不擅長吃拉麵而一度停滯，最終仍取得勝利並保住了凡人同學家開設的餐廳。                                                                                         |                             |            |            |          |                |
| 13 | 媽媽與機器子      | 大場小百合 | 佐藤道拓   | 佐藤道拓 | 2023年3月6日   |
| 機器子因過度使用能量而弱化，和她有恩怨的機器人接二連三前來尋仇，機器子屈居下風，所幸大猩猩和凡人的媽媽出手相助，將敵對機器人擊倒。 |                             |            |            |          |                |
| 14 | 客製化與機器子    | 大場小百合 | 西田章二   | 佐藤道拓 | 2023年3月13日  |
| 大猩猩和持男帶著客製化的女僕子，想讓凡人打起精神，而機器子也想進行客製化，給兩人一個驚喜，於是她變成膝蓋。大家都希望她變回原樣，但多方勸說也徒勞無功，經過大猩猩百般稱讚，機器子才恢復原狀。                                                 |                             |            |            |          |                |
| 15 | 持男與女僕子      | 大場小百合 | 須永司     | 佐藤道拓 | 2023年3月20日  |
| 持男的父親預定讓持男到國外讀中學，只剩一年半能和朋友相處的持男十分珍惜和他們相處的時光，因此他盡速完成父親安排的所有課程，並在女僕子的激勵下，算出人造衛星的理論軌道方程式。在完成父親交待所有功課後，他終於能和大猩猩、凡人一起去找槌之子。 |                             |            |            |          |                |
| 16 | 按鈕與凡人        | 大場小百合 | 須永司     | 佐藤道拓 | 2023年3月27日  |
| 凡人按下機器子肚子上的神祕按鈕，導致他被傳送到1865年，遇見大猩猩等人的祖先，在找到機器子並返回現代後，卻因為把大猩猩的祖先也帶回現代而導致時間悖論，之後他們再次回到過去並解決此問題。                                                       |                             |            |            |          |                |
| 17 | 持男與大猩猩      | 大場小百合 | 西田章二   | 佐藤道拓 | 2023年4月3日   |
| 持男與大猩猩突然開始懷疑自己與對方的友情，並且都盤算著要讓對方說出彼此是摯友，凡人查覺到兩人的異狀，表示兩人身為摯友不該爭吵，化解兩人的僵局。                                                                                               |                             |            |            |          |                |
| 18 | 新詞與機器子      | 大場小百合 | 須永司     | 佐藤道拓 | 2023年4月10日  |
| 在章魚燒派對中，無法出席的機器子傳來難以解讀的訊息，凡人便為大家解說這些自創用語的意義，其中包含大量對漫畫作品的引用。 |                             |            |            |          |                |
| 19 | 怪談與機器子      | 大場小百合 | 佐藤道拓   | 佐藤道拓 | 2023年4月17日  |
| 為了取回忘在學校的東西，小円在凡人和機器子的陪伴下，在夜晚進入學校，並接連遭遇學校怪談。 |                             |            |            |          |                |
| 20 | 超能力與機器子    | 大場小百合 | 須永司     | 佐藤道拓 | 2023年4月24日  |
| 轉學生三船千鶴具有超能力，他透過讀心能力，發現凡人、大猩猩和持男都是表裡如一的好人，但機器子的內心話多到不可思議。 |                             |            |            |          |                |
| 21 | 戀愛與機器子      | 大場小百合 | 須永司     | 佐藤道拓 | 2023年5月1日   |
| 機器子在轉角撞見交通指揮機器人，並對它一見鍾情，不過機器子最後失戀了。 |                             |            |            |          |                |
| 22 | 褲子與凡人        | 大場小百合 | 須永司     | 佐藤道拓 | 2023年5月8日   |
| 凡人因為沒有《週刊少年Jump》看而失常，忘了穿褲子就出門，持男和大猩猩注意到此事後，通力合作幫他穿褲子，以免他在女生面前出糗。 |                             |            |            |          |                |
| 23 | 照片與凡人        | 大場小百合 | 櫻井弘明   | 佐藤道拓 | 2023年5月15日  |
| 凡人對自己不上相感到失落，在機器子的指導和辛勤嘗試下，終於幫凡人拍出一張帥氣的照片。 |                             |            |            |          |                |
| 24 | 偶像與機器子      | 大場小百合 | 佐藤道拓   | 佐藤道拓 | 2023年5月22日  |
| 機器子參加選秀節目，和女僕子一起加入偶像團體後大紅大紫，但因為凡人也因此被冷落在家，機器子便決定中止偶像活動，陪伴在凡人身邊。 |                             |            |            |          |                |
| 25 | 炎上與機器子      | 大場小百合 | 櫻井弘明   | 佐藤道拓 | 2023年5月28日  |
| 偶像鳥島喵喵遭到網路輿論譴責，向機器子求助，機器子認為這也表示她很受歡迎，讓喵喵轉換了心情。 |                             |            |            |          |                |
| 26 | 米莉與機器子      | 大場小百合 | 佐藤道拓   | 佐藤道拓 | 2023年6月5日   |
| 機器子在戰場時代的學妹米莉前來找她，米莉對機器子變成如今的模樣感到痛心，試圖拉攏她加入企圖讓人類滅亡的組織「EDEN」。然而機器子展現出壓倒性的實力，輕易把對方擊退。                                                                           |                             |            |            |          |                |
| 27 | 理想與機器子      | 大場小百合 | 大地丙太郎 | 佐藤道拓 | 2023年6月12日  |
| 某天機器子突然模仿模特兒安美佳，表示想像她一樣優雅。在巴黎修行三天後，機器子改頭換面歸來，此版本的機器子由安美佳本人配音。 |                             |            |            |          |                |
| 28 | 膝蓋與機器子      | 大場小百合 | 大地丙太郎 | 佐藤道拓 | 2023年6月19日  |
| 機器子的膝蓋故障，凡人幫她復健，但膝蓋卻沒有改善，反而還即將爆炸。機器子感謝凡人，並對服侍他感到驕傲，之後便飛向天空，讓膝蓋爆炸不傷及任何人。機器子並未因此身亡，而是平安歸來並宣布2024年即將推出電影版的消息。                             |                             |            |            |          |                |

## 劇場版
2023年6月19日，在動畫最終話播映完畢後正式宣布將改編為劇場版，原先預計於2024年冬季推出，之後訂於2025年4月18日上映。作者宮崎周平也為此親筆寫下了「誰要來想內容啊？該不會叫我來吧？」等感言。

## 腳註
1. ↑  嚴格來說在前一週的《週刊少年Jump》2023年28號預告頁上便已經用很小的字寫上了「慶祝‧劇場版製作決定！」[32]。

## 外部連結
- 集英社《週刊少年Jump》官方網站 （页面存档备份，存于）（日語）
- 電視動畫「我與機器子」官方網站 （页面存档备份，存于）（日語）
- 我與機器子的X（前Twitter）